# NGC 302

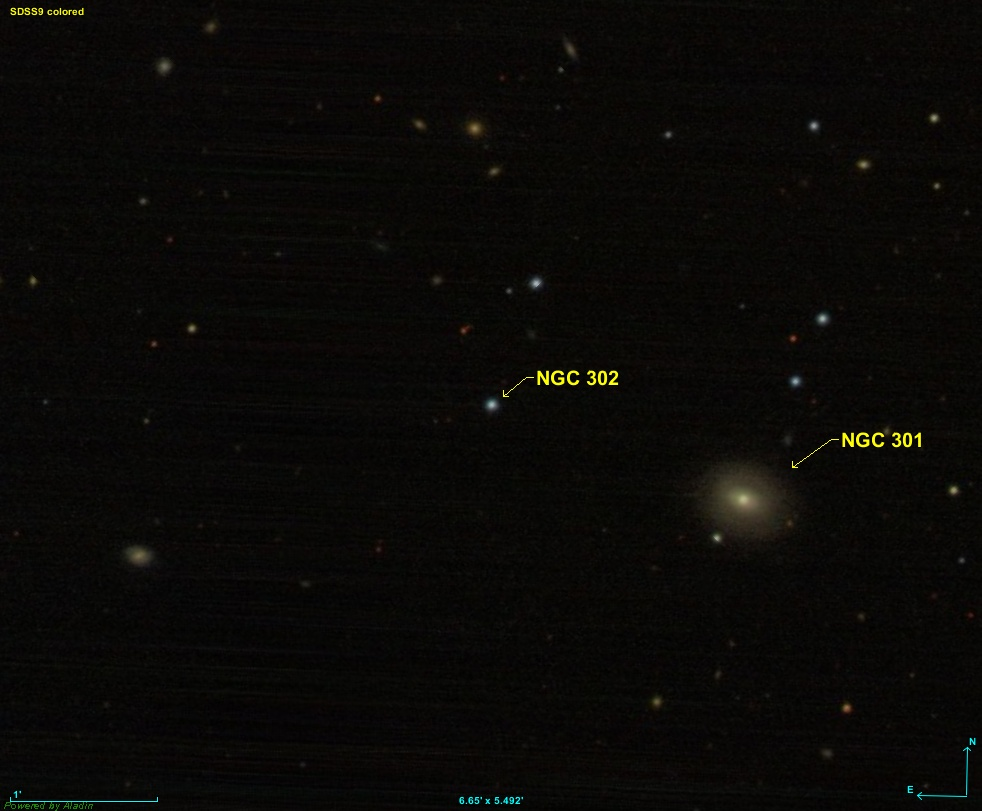
Imagen de NGC 302

NGC 302 es una estrella enana amarilla, se encuentra en la constelación de Cetus, a unos 2200 años luz de distancia de el Sol , de tipo G1V, posee una magnitud aparente de 16,6, una ascensión recta de 00h 56m 25.3s, una declinación de -10° 39' 48 , una temperatura de 5900K, una masa de 1.075 soles, una luminosidad de 1.35 soles y un radio de 1.15 soles, fue descubierta en 1886 por Frank Muller . 